# Savannen-Gürteltier
Das Savannen-Gürteltier (Dasypus sabanicola) ist eine kleine Art der Gürteltiere und lebt in den Savannen der Llanos im Norden Südamerikas. Allerdings ist die Eigenständigkeit der Gürteltierart nicht geklärt, was weitere Untersuchungen erfordert. Insgesamt steht es dem Neunbinden-Gürteltier nahe. Besonderes Kennzeichen der Form sind durchschnittlich acht bewegliche Bänder zwischen den beiden starren Panzerabschnitten des Rückens. Die einzelgängerischen Tiere ernähren sich hauptsächlich von Insekten und sind tagaktiv. Wissenschaftlich benannt wurde das Savannen-Gürteltier im Jahr 1968. Der Bestand gilt als potentiell gefährdet.

## Merkmale

### Habitus
Das Savannen-Gürteltier erreicht eine Gesamtlänge von durchschnittlich 49,3 cm, davon nimmt der an der Basis recht breite Schwanz etwa 18,5 cm ein. Der Schwanz besitzt damit etwa zwei Drittel der Körperlänge. Er ist verhältnismäßig kurz, länger als beim Siebenbinden-Gürteltier (Dasypus septemcinctus), aber kürzer als beim Neunbinden-Gürteltier (Dasypus novemcinctus). Das Körpergewicht liegt bei 1,4 bis 1,5 kg. Somit ist die Gürteltierart ein kleinerer Vertreter der Langnasengürteltiere und wird etwa so groß wie seine südlichen Verwandten, das Siebenbinden-Gürteltier beziehungsweise das Südliche Siebenbinden-Gürteltier (Dasypus hybridus). Der Kopf misst rund 7 cm, die Ohren haben eine Länge von gut 2,7 cm und sind vergleichsweise kurz. Der charakteristische Rückenpanzer ist dreigeteilt, mit einem festen Schulter- und einen ebensolchen Beckenteil sowie durchschnittlich 8 beweglichen, durch Hautlappen miteinander verbundenen Bändern dazwischen, teilweise kommt ein neuntes Band vor, das aber nur an den Panzerrändern beweglich ist. Die Anzahl der beweglichen Bänder ist damit etwas höher als bei den beiden Siebenbinden-Gürteltierarten. Die beweglichen Bänder sind aus kleinen, viereckigen Knochenplättchen zusammengesetzt, von denen das vierte zwischen 46 und 53 besitzt (durchschnittlich 50). Die festeren Panzerteile bestehen dagegen, typisch für die Langnasengürteltiere, aus rundlichen Knochenplättchen. Der Panzer ist insgesamt dunkler gefärbt als beim Neunbinden-Gürteltier. Die Farbe am Rücken erscheint trübschwarz, zu den Rändern hin hellbraun oder grauweiß. Die kurzen Beine haben vorn vier und hinten fünf Strahlen, die jeweils in Krallen enden.

### Schädel- und Skelettmerkmale

Schädel und Unterkiefer des Savannen-Gürteltiers

Die Länge des Schädels beträgt 7,2 cm, an den Jochbögen wird er 3 cm breit, an der Einschnürung hinter den Augenfenstern nur 1,9 cm. Insgesamt wirkt der Schädel relativ klein, das Rostrum ist im Vergleich zu den anderen Vertretern der Langnasengürteltiere eher kurz. Wie bei allen Gürteltieren zeigt auch das Gebiss des Savannen-Gürteltiers Abweichungen gegenüber dem der restlichen Säugetiere. Die Zähne sind alle molarenartig und haben einen pflockartigen Bau, zudem besitzen sie keinen Zahnschmelz. Im Oberkiefer kommen 7 bis 8, im Unterkiefer 8 Zähne je Kieferhälfte vor, insgesamt also 30 bis 32. Bei Jungtieren sind teilweise nur insgesamt 6 Zähne je Kieferbogen ausgebildet. Die Länge der oberen Zahnreihe beträgt 1,9 cm.

## Verbreitung und Lebensraum

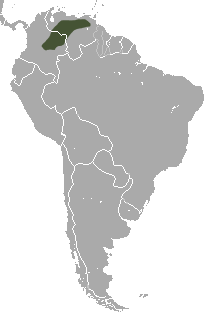
Verbreitungsgebiet

Das Verbreitungsgebiet des Savannen-Gürteltiers liegt im nördlichen Südamerika, hier kommt es vom Nordwesten des Bundesstaates Bolivar in Venezuela bis nach Kolumbien in den Tiefländern östlich der Anden vor, allerdings besiedelt es nicht die Gebiete der Gran Sabana. Das gesamte Verbreitungsgebiet umfasst 445.000 km², das tatsächlich bewohnte Areal ist unbekannt, ebenso wie die Größe des Bestandes. Der Lebensraum umfasst die offenen Savannen- und Gebüschlandschaften der Llanos, hier bevorzugt die Art vor allem Habitate mit sand- oder lehmreichen Böden mit einer Vegetation aus Süßgräsern wie Andropogon, Sporobolus oder Trachypogon. Dabei ist sie in Höhen von 25 bis 200 m über dem Meeresniveau zu finden, teilweise kommt sie auch an Waldrändern und Galeriewäldern vor. In intakten Naturlandschaften ist sie meist häufiger anzutreffen, das Savannen-Gürteltier tritt generell aber eher selten auf.

## Lebensweise

### Territorialverhalten
Das Savannen-Gürteltier lebt als Einzelgänger und ist im Gegensatz zu den meisten anderen Gürteltierarten tagaktiv, die hauptsächlichen Aktivitätszeiten umfassen die frühen Morgenstunden bis etwa 09:00 Uhr und den späten Nachmittag ab 16:00 Uhr. Dies liegt möglicherweise an den eher konstanten Temperaturen von rund 27 °C in den Savannen. Es nutzt Aktionsräume (home ranges) mit einer Größe von 1,7 bis 11,6 ha. Dort legt die Gürteltierart stark verzweigte unterirdische Baue mit mehreren Eingängen an. Vor diesen werden Nester aus pflanzlichen Material gebaut, die zum einen dem Schutz der Jungtiere dienen, zum anderen vor möglichem Hochwasser.

### Ernährung
Die Nahrung besteht hauptsächlich aus Insekten. Mageninhalte aus Venezuela setzten sich zu 45 % aus Termiten, zu 22 % aus Ameisen und zu 18 % aus Käfern wie etwa Blatthornkäfer zusammen. Zudem konnten Reste von Heuschrecken, unter anderem Feldheuschrecken, und Regenwürmer nachgewiesen werden. Ähnliche Untersuchungen in Kolumbien ergaben sogar bis zu 88 % Termiten und 10 % Ameisen, der Anteil an Käfern lag hier bei 1 %. Dabei überwogen weitgehend Vertreter der Termitenfamilie Rhinotermitidae, wobei überwiegend Arbeiter verzehrt wurden. Weiterhin fördert die Aufnahme von Sand und Lehm den Mineralhaushalt.

### Fortpflanzung
Die Befruchtung findet meistens im April und Mai statt, die Jungtiere werden dann von August bis September zur Welt gebracht. In der Regel umfasst ein Wurf vier Junge, die aufgrund von Polyembryonie genetisch identisch sind. Der Abstand zwischen zwei Geburtszyklen beträgt etwa ein Jahr. Während der Aufzucht verbringen die Jungtiere einen Teil der Zeit in den Nestern vor den Eingängen der Baue, während das Muttertier in der Nähe auf Nahrungssuche geht.

### Fressfeinde und Parasiten
Fressfeinde sind unter anderem mit dem Jaguarundi bekannt, was aber nur selten beobachtet wurde. Zu den häufigsten äußeren Parasiten gehören Zecken der Gattung Amblyomma. An inneren Parasiten sind vor allem Fadenwürmer nachgewiesen, hervorzuheben ist dabei Acanthocheilonema sabanicolae, ein kleiner Wurm, der sich unter der Haut einnistet. Weiterhin ist das Savannen-Gürteltier Träger von Mycobacterium leprae, dass die Lepra auch beim Menschen hervorrufen kann, allerdings sind die Übertragungsrisiken möglicherweise eher gering. Das Gleiche gilt für Trypanosoma cruzi als Verursacher der in Südamerika häufigen Chagas-Krankheit, der ebenfalls beim Savannen-Gürteltier nachgewiesen ist.

## Systematik
Das Savannen-Gürteltier ist eine von wenigsten neun rezenten Arten aus der Gattung der Langnasengürteltiere (Dasypus). Die Langnasengürteltiere sind wiederum in die Gruppe der Gürteltiere (Dasypoda) eingegliedert und bilden innerhalb dieser eine eigene Familie, die Dasypodidae. Zu dieser, als rezent monotypisch eingestuften Gruppe, werden zusätzlich unter anderem die ausgestorbenen Gattungen Stegotherium und Propraopus gezählt. Laut molekulargenetischen Untersuchungen hatten sich die Dasypodidae bereits im Mittleren Eozän vor rund 45 Millionen Jahren von der Linie der anderen Gürteltiere abgetrennt. Diese umfasst mit der Familie der Chlamyphoridae alle anderen heutigen Gürteltiervertreter. Eine stärkere Diversifizierung der Langnasengürteltiere begann im Mittleren Miozän vor rund 10 Millionen Jahren. Daraus entwickelten sich drei größere Linien, die jeweils den Artkomplex um das Kappler-Gürteltier (Dasypus kappleris), jenen des Siebenbinden-Gürteltiers  (Dasypus septemcinctus) und des Neunbinden-Gürteltiers (Dasypus novemcinctus) einschließlich des Pelzgürteltiers (Dasypus pilosus) umfassen. Das Savannen-Gürteltier gehört letzterem an. Dessen Herausformung setzte im Übergang vom Miozän zum Pliozän vor etwa 5,14 Millionen Jahren. Innerhalb des Artkomplexes stellt das Savannen-Gürteltier eine relativ junge genetische Linie dar, die erst im Verlauf des Pleistozäns erschien.
Der taxonomische Status des Savannen-Gürteltiers ist nicht eindeutig. Ursprünglich nahm man aus morphologischen Gründen an, dass das Siebenbinden-Gürteltier und das Südliche Siebenbinden- (Dasypus hybridus) näher mit dem Savannen-Gürteltier verwandt sind, einige Forscher meinten auch, dass alle drei Arten zu einer zusammengefasst werden sollten, die dann drei regional unterschiedlich verbreitete Unterarten enthalten würde. Dass tatsächlich eine engere Bindung zum Verwandtschaftskomplex um das Neunbinden-Gürteltier besteht, erbrachten erst genetische Studien aus den 2010er Jahren. Innerhalb diese bildete laut einer Untersuchung aus dem Jahr 2015 das Yungas-Gürteltier (Dasypus mazzai) die Schwesterart. Gemäß einer molekulargenetischen Untersuchung aus dem Jahr 2018 würden beide auch eine gemeinsame Art formen. Der Prioritätsregel der zoologischen Nomenklatur folgend, hätte diese unter der wissenschaftlichen Bezeichnung Dasypus mazzai geführt werden müssen. Eine gleichzeitig veröffentlichte anatomische Analyse sah das Savannen-Gürteltier aber vorerst als eigenständig an. In nachfolgenden genetischen Untersuchungen aus den Jahren 2019 und 2024 erwiesen sich sowohl das Savannen- als auch das Yungas-Gürteltier als tief in den Artkomplex des Neunbinden-Gürteltiers eingebettet, so dass die Möglichkeit besteht, dass erstere beiden Formen mit letzterer identisch sind. Zur Klärung des Status des Savannen- und des Yungas-Gürteltiers müssen laut den Autoren der Studien weitere Analysen abgewartet werden.
Die wissenschaftliche Erstbeschreibung des Savannen-Gürteltiers erfolgte im Jahr 1968 durch Edgardo Mondolfi. Dafür standen ihm elf Individuen zur Verfügung. Als Typuslokalität gab Mondolfi die Region nahe Achaguas im venezolanischen Bundesstaat Apure an. Erstmals aufmerksam auf eine neue Gürteltierart wurden Wissenschaftler bei einem Besuch verschiedener Farmen im Gebiet des Río Cunaviche und des Río Capanaparo im Februar 1953, wobei auch ein Exemplar einfangen werden konnte.

## Stammesgeschichte
Fossile Nachweise des Savannen-Gürteltiers stammen aus der Bitumenmine Mene de Inciarte in Venezuela und sind zwischen 25.000 und 28.000 Jahre alt, gehören also ins späte Pleistozän. Sie umfassen aber nur wenige Segmente des festen Panzers. Gleichzeitig treten hier aber auch Reste von anderen ausgestorbenen Gürteltiervertretern auf, etwa von Propraopus oder von Pampatherium aus der nahe verwandten Familie Pampatheriidae und vom riesenhaften Glyptodon aus der Familie der Glyptodontidae.

## Bedrohung und Schutz
Lokal wird das Savannen-Gürteltier stark bejagt und als Nahrungsressource genutzt. Außerdem bestehen Bestandsgefährdungen durch Lebensraumzerstörung. Die IUCN stuft die Gürteltierart als „potentiell gefährdet“ (near threatened) ein, der Bestand nimmt ab. Ursachen hierfür sind die Lebensraumzerstörung und die Jagd auf die Tiere. Zudem besteht in kultivierten Gebieten nur eine geringe Überlebenschance, da durch den Einsatz von Pestiziden die Nahrungsgrundlage verschwindet. In Venezuela ist das Savannen-Gürteltier in mehreren geschützten Gebieten zu finden. Es wird zudem teilweise als Labortier gehalten.